# Łubki (Zbrosławice)

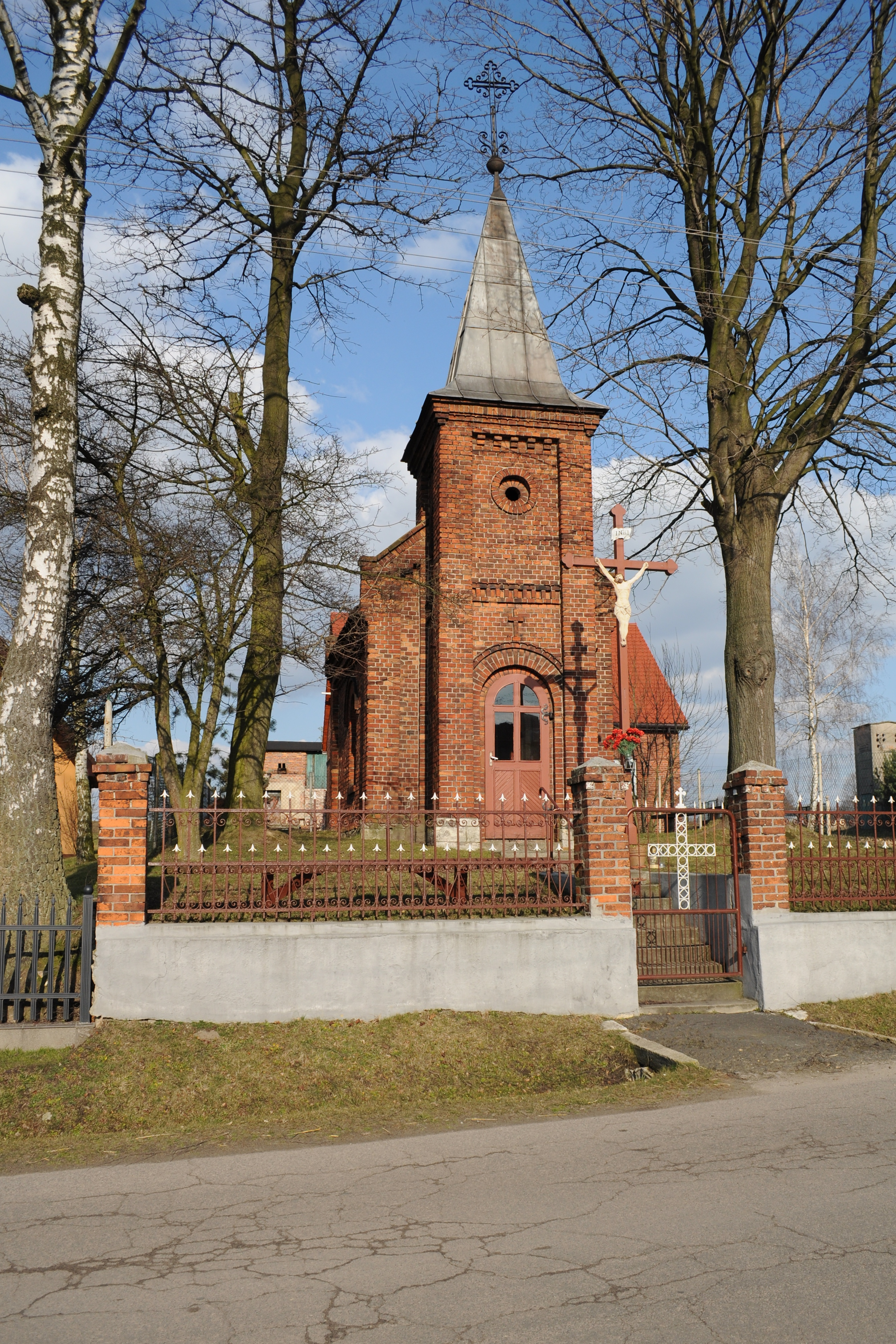
Die Markuskapelle

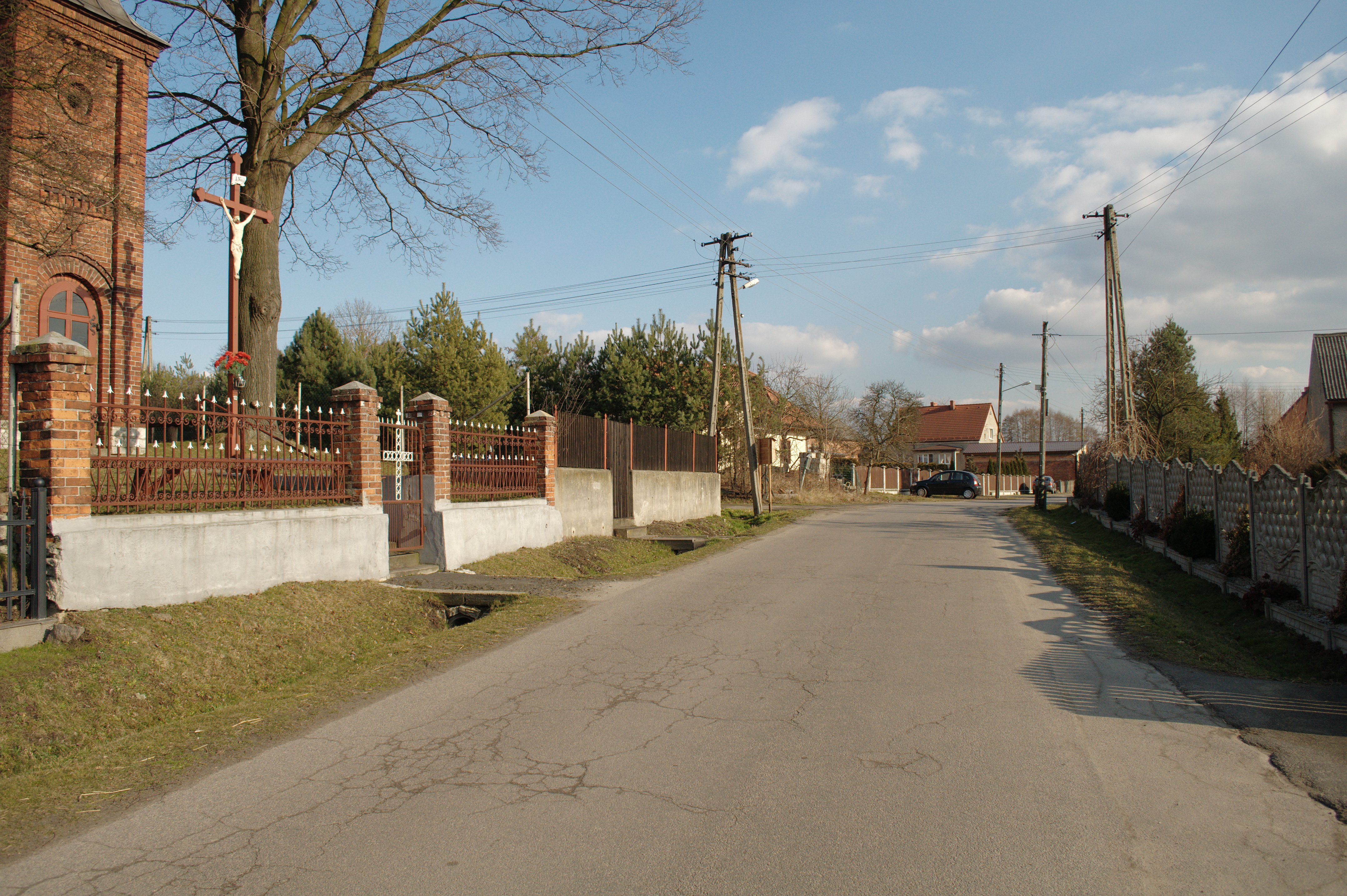
Ortsansicht

Łubki (deutsch Lubek, 1936–1945 Borkental) ist eine Ortschaft in Oberschlesien. Sie liegt in der Gemeinde Zbrosławice (Broslawitz) im Powiat Tarnogórski (Kreis Tarnowitz) in der Woiwodschaft Schlesien.

## Geografie
Łubki liegt vier Kilometer westlich vom Gemeindesitz Zbrosławice, 13 Kilometer westlich von der Kreisstadt Tarnowskie Góry (Tarnowitz) und 29 Kilometer nordwestlich von der Woiwodschaftshauptstadt Katowice (Kattowitz).

## Geschichte
Der Ort entstand wahrscheinlich im 18. Jahrhundert und wurde im letzten Viertel des 18. Jahrhunderts erstmals urkundlich erwähnt.
Der Ort wurde 1783 im Buch Beyträge zur Beschreibung von Schlesien als Lubeck erwähnt, gehörte einem Karl von Strachwitz und lag im Landkreis Tost und hatte ein Vorwerk, sechs Bauern und 14 Gärtner. 1818 wurde der Ort als Lubeck erwähnt. 1865 hatte Lubek ein herrschaftliches Vorwerk, in dem 596 Schafe gehalten wurden, vier Bauern, 17 Gärtner, zehn Häusler, zwei Kammerwohnungen und einen herrschaftlichen Kretscham (Gaststätte). Zur Gemeinde Lubek gehörte zudem die Kolonie Freidorf. Die Einwohner von Lubek waren nach Kamienietz eingepfarrt und eingeschult, die Kolonie Freidorf war nach Xiondslas eingeschult.
Bei der Volksabstimmung in Oberschlesien am 20. März 1921 stimmten 12 Wahlberechtigte für einen Verbleib bei Deutschland und 99 für eine Zugehörigkeit zu Polen. Lubek verblieb beim Deutschen Reich. Am 12. Februar 1936 wurde der Ort im Zuge einer Welle von Ortsumbenennungen der NS-Zeit in Borkental umbenannt. Bis 1945 befand sich der Ort im Landkreis Tost-Gleiwitz.
1945 kam der bis dahin deutsche Ort unter polnische Verwaltung und wurde anschließend der Woiwodschaft Schlesien angeschlossen und ins polnische Łubki umbenannt. 1950 kam der Ort zur Woiwodschaft Kattowitz. 1999 kam der Ort zum wiedergegründeten Powiat Tarnogórski und zur neuen Woiwodschaft Schlesien.

## Sehenswürdigkeiten
- Die neogotische Markuskapelle aus dem frühen 20. Jahrhundert mit Glockenturm und einer Fassade aus roten Ziegelsteinen. Sie besitzt eine Figur des heiligen Johannes Nepomuk.

## Wappen
Das Wappen bzw. Siegel zeigt eine Rose mit drei Blüten. Das Wappen weist auf den ländlichen Charakter des Ortes hin. In der neuesten Version hat die Rose rote Blüten auf silbernem Grund.